# Cicurinidae
Cicurinidae zijn een familie van spinnen bestaande uit 4 geslachten. 

## Geslachten
De volgende geslachten zijn bij de familie ingedeeld:
- Altimella Wang & Z. S. Zhang, 2024
- Brommella Tullgren, 1948
- Chorizomma Simon, 1872
- Cicurina Menge, 1871